# درخت مسواک
درخت مسواک، چوج (نام علمی: Salvadora persica)، شناخته می‌شود، اراک (به عربی: الأراک)، (به هندی: پیلو)، درختی است همیشه سبز که از چوب آن مسواک می‌سازند.وچوبی رشته مانند دارد.
ارتفاع درخت اراک بین دو تا پنج متر است. شاخه‌های آن باریک و گرد، و برگ‌های آن به خاطر وجود مادهٔ روغنی سبز رنگ، درخشان است، و شیره‌ای به رنگ زرد مایل به سبز روشن از آن خارج می‌شود. از گل آن میوه‌ای شبیه به گیلاس بدست می‌آید که به صورت خوشه و خوردنی است.
آب و هوای گرم و استوائی محل مناسبی برای رشد این درخت است. درخت اراک در مناطقی از ایران، حبشه، سودان، عربستان، مصر، هند، یمن یافت می‌شود.
مهمترین نواحی رویش آن در ایران لار، بندرعباس، میناب، مکران و چاه بهار است.

## نام‌های دیگر
شجرة السواک، درخت شور، درخت شوره، حمض، چوج، سواک.بلوچی: چِل گَوجُک:یعنی چیزی که کثیفی ها را از جای می کَنَد

## میوه
میوهٔ درخت اراک را هنگامی که سبز است خمط و جهاض می‌نامند و هنگامی که برسد سیاه می‌شود و به آن وجهاد و بریر و مرد و کباث گویند.

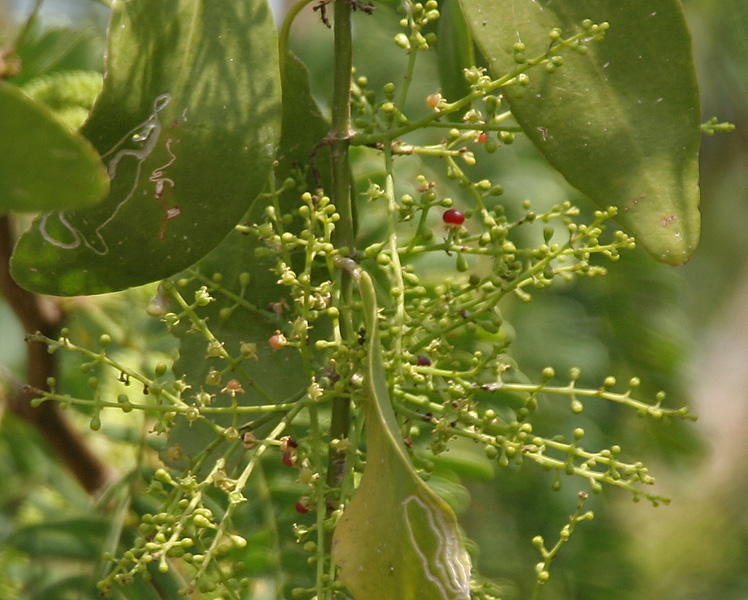
گل و میوه اراک

## خواص دارویی چوب درخت اراک
- چوب درخت اراک حاوی تانن، ترکیبات گوگردی، ترکیبات ایزوتیوسیاناید، سنجرین، کلر، کلراید، سیلیکا، تری میتل آمین، فلورین، فلوراید، سیلیس، سیلیسیم، بی‌کربنات سدیم می‌باشد که این مواد دندان‌ها را سفید و ضد عفونی و پاکیزه می‌کنند، از پوسیدگی دندان و به وجود آمدن پلاک و خون‌ریزی لثه جلوگیری کرده و باعث تقویت لثه و استحکام دندان می‌شوند.
- چوب درخت اراک دارای مواد خوشبو کنندهٔ روغنی است که دهان را خوشبو می‌کند.
- اسید انیسیک موجود در چوب درخت اراک به دفع خلط از سینه کمک می‌کند، اسید اسکوربیک و مادهٔ سیتوسیترول موجود در چوب این درخت اراک باعث تقویت شریان‌های خونی غذارسان به لثه، می‌شوند. وجود ماده‌ای به نام انثرالیتون در چوب درخت اراک در تقویت اشتهای غذا خوردن و تنظیم حرکت روده‌ها مفید است.[۳][۴]

## نکته
پرسیکا در لاتین به معنی ایرانی است، استفاده از لفظ پرسیکا بدین معنی است گه گیاه‌شناس مشهور لینه، این گیاه را نخستین بار در ایران دیده و نامگذاری کرده است.

## نگارخانه

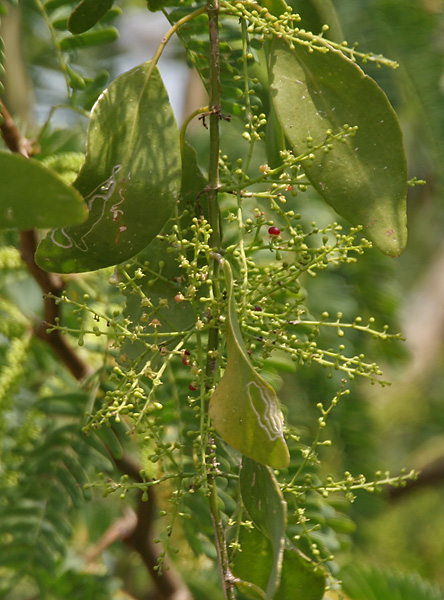
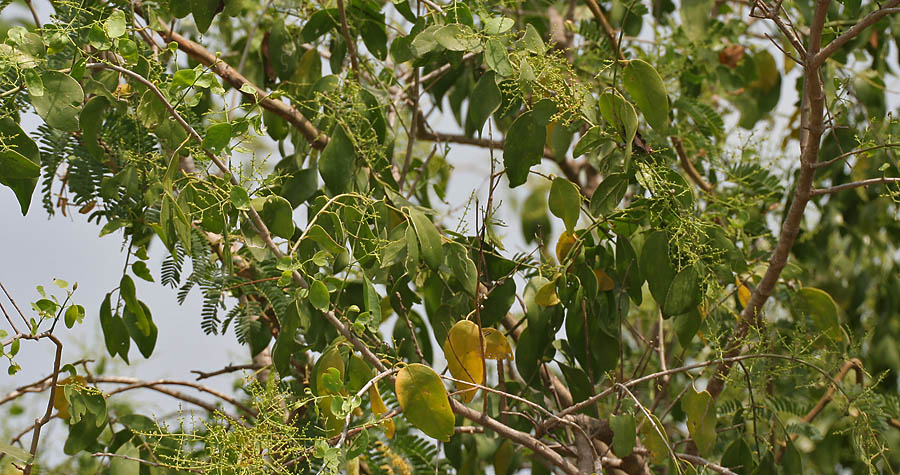